# Renzo Orvieto
Renzo Orvieto (Torino, 20 aprile 1922 – Sanremo, 28 febbraio 1999) è stato un pittore, scultore e partigiano italiano.

## Biografia
Renzo Orvieto si diploma in composizione musicale, ma ben presto si dedica all'attività di pittore e scultore. Sarà anche un partigiano combattente nella Val Tanaro, in provincia di Cuneo.
Quasi tutta la sua attività di artista si svolge però a Sanremo, città in cui si trasferisce e dove ha il suo atelier.
Sin dagli anni cinquanta si impone all'attenzione dei critici nazionali, tenendo mostre personali in varie città italiane. Le più notevoli saranno quelle di Roma del 1970 e del 1974. Sempre nello stesso anno espone anche a Bologna e Perugia.
Il 27 settembre 2002 il Comune di Sanremo gli dedica un portico su iniziativa dell'ANPI.

### Il legame coi partigiani
Come partigiano, Renzo Orvieto combatte in Val Tanaro. Ma il suo legame con quegli anni non finisce con la guerra, anzi, grazie alle diverse sculture ed illustrazioni legate ai partigiani e al tema della Resistenza, tutta la vita di Orvieto sarà in parte dedicata alla Resistenza. Il riconoscimento forse più prestigioso per questa sua attività, Orvieto lo ottiene dal comune di Cuneo nel 30º Anniversario della Liberazione, che lo ritiene rappresentante dell'Arte della Resistenza.

## Attività artistica
Le opere di Renzo Orvieto variano dai ritratti alle nature morte. Predilige soggetti anziani, paesaggi e prodotti autunnali e molte opere sono dedicate ai cavalli. I colori sono spesso cupi, con predilezione per il marrone, il verde e il grigio. Nel complesso sono opere che rappresentano l'eroismo e la sofferenza, anche se negli ultimi anni la decadenza e la fine della vita, compresa la solitudine che ne deriva, sono divenute sempre più presenti. La gran parte dei lavori maggiori è comunque dedicata alla Resistenza.

### Pittura
- Uniti nella Resistenza (1973), manifesto commemorativo per il convegno italo-sovietico 1943-1973 Il contributo della Resistenza all'unità e alla pace in Europa
- Alba tragica a Marzabotto, ospitata nella Sala del Consiglio Comunale del comune di Marzabotto
- Cartolina commemorativa per il Trentennale della Liberazione (1974)

### Scultura
- Monumento ai Martiri della Resistenza (inaugurato il 3 giugno 1972), commissionato dal comune di Sanremo[6][7]
- Il Partigiano e il Contadino (1976), monumento esposto a Badalucco
- Monumento a Felice Cascione (1982), per il Comune di Imperia[8]